# 鳥栖新聞
鳥栖新聞（とすしんぶん）は、鳥栖新聞社が発行する隔週刊の無料配布新聞である。
現在は、代表者の諸事情により休刊となっている。

## 概要
- 1972年7月創刊。毎月第2土曜日･第4土曜日発行で、公称部数は18200部。13200部が新聞折込、5000部が市役所や鳥栖駅、銀行等で無料配布される。

## 配布地域
- 鳥栖市
- 小郡市
- 基山町
- みやき町

## 紙面構成
- タブロイド判4～6ページで、一般紙と異なり白い上質の紙を使用する。1面は鳥栖市での出来事、2ページは上半分が催し物の案内下半分が広告、3ページは4段全て広告、4ページは全面広告である。

### 本社所在地
- 鳥栖新聞社
  - 〒841-0033佐賀県鳥栖市本通町1丁目
  - TEL0942-83-7470、FAX0942-83-5767
  - email  tshinbun@kumin.ne.jp